# Рэ, Жан (химик)
Жан Рэ (фр. Jean Rey, около 1583 — 1645) — французский химик и врач. Первым высказал закон сохранения массы в применении к химическим реакциям.

## Биография и научная деятельность
Родился в Ле-Бюге (графство Перигор, департамент Дордонь), изучал медицину в университете Монпелье. Далее занимался медицинской практикой в родном городе и одновременно проводил опыты по химии и физике. Переписывался с Декартом и Мерсенном.
Он обнаружил, что вес многих металлов возрастает после обжига («кальцинации»), и объяснил это явление тем, что прокаливание вызывает соединение воздуха с металлами. В 1630 году Рэ опубликовал на эту тему трактат «Опыты изыскания причин увеличения веса олова и свинца при прокаливании», впоследствии неоднократно переизданный (с 1777 года). Эта гипотеза более века спустя, в 1789 году, была подтверждена опытами Лавуазье.
Жан Рэ разработал устройство под названием «термоскоп», прообраз позднейшего медицинского термометра. Открытие им веса воздуха также сделало возможным изобретение барометра Торричелли в 1643 году. 
Вероятно, Жан Рэ первым высказал закон сохранения массы в применении к участникам химических реакций — при любых химических превращениях суммарный вес реагентов не меняется. В 1630 году он писал Мерсенну  :

Вес настолько тесно привязан к веществу элементов, что, превращаясь из одного в другой, они всегда сохраняют тот же самый вес.
Оригинальный текст (фр.)La pesanteur est si étroitement jointe à la première matière des éléments que, se changeant de l'un en l'autre, ils gardent toujours le même poids.

В посмертном издании своего мемуара Лавуазье признал приоритет Жана Рэ: «Один из авторов, который раньше всех написал на эту тему — малоизвестный доктор по имени Жан Рэ, который жил в начале семнадцатого века в Бюге, Перигор».
Жан Рэ умер в 1645 году в Ле-Бюге, где прожил всю свою жизнь.

## Труды
- Jean Rey. Essays De Jean Rey, Docteur En Médecine, Sur La Recherche De La Cause Pour Laquelle L'estain Et Le Plomb Augmentent De Poids Quand On Les Calcine. Bazas, 1630. Многократно переиздана.
- Jean Rey. The Essays of Jean Rey, Introduction by D. McKie, (London, 1951). QD11.A36 NO.11 D.McKie, in Ambix, 6 (1957-1958), 136-9. QD13.A49.